# Liceo Girolamo Bagatta
Il liceo "Girolamo Bagatta" è una scuola secondaria superiore statale che si trova nel comune di Desenzano del Garda in provincia di Brescia.

## Storia
Il liceo "Girolamo Bagatta" vede la luce il 28 ottobre del 1792, quando la General Vicinia, assemblea dei capofamiglia maschi di Desenzano del Garda decide di affidare al poeta Angelo Anelli l'autorità per fondare una scuola. Questi affidò l'incarico all'appena ventenne don Girolamo Bagatta (1772-1830), dal quale la scuola prende il nome. Bagatta fu, tra l'altro, il primo educatore ad introdurre in Italia, nel Lombardo Veneto, gli inizi dell'attività ginnastica.
È da segnalare che il collegio Bagatta era destinato ai figli della borghesia, contrariamente alla maggioranza delle scuole riservate alla nobiltà.
Nel 1816 l'imperatore Francesco II d'Asburgo-Lorena d'Austria in visita a Desenzano, constatò l'efficienza dell'istituto, e ordinò che il diploma conseguito nel collegio fosse pareggiato a quelli dei "Regi licei". Testimonianza ne è la lapide conservata ancora oggi nell'atrio della scuola.
Il 30 aprile del 1860 il liceo divenne di proprietà comunale.
Per ben quattro anni dal 1882 al 1885, il poeta Giosuè Carducci scelse il liceo per svolgervi il proprio incarico di regio commissario per gli esami di maturità, come ricordato da una targa nell'atrio creata nel 2007.
In quegli anni preside dell'istituto era Giovanni Rambotti, primo sindaco della cittadina, al quale è oggi intitolato il museo archeologico cittadino. Direttore del collegio Bagatta tra il 1871 e il 1895 fu anche il patriota don Bartolomeo Venturini di Magasa.
Nel 1935 il liceo ebbe la sanzione di scuola statale.

## Corsi di studio
- Liceo classico
- Liceo scientifico (dal 1966)
- Liceo linguistico (dal 1993)
- Liceo delle scienze umane (aperto nel 2002 come liceo delle scienze sociali, divenuto delle scienze umane a partire dall'anno scolastico 2010/2011 in seguito a riforma ministeriale)